# Luperina
Luperina är ett släkte av fjärilar som beskrevs av Jean-Baptiste Boisduval 1828. Luperina ingår i familjen nattflyn.

## Dottertaxa tillLuperina, i alfabetisk ordning[1][2]
- Luperina adriatica
- Luperina aequalis
- Luperina aflouensis
- Luperina albarracina
- Luperina albescens
- Luperina albifasciata
- Luperina amaliae
- Luperina amentata
- Luperina armoricana
- Luperina baxteri
- Luperina birnata
- Luperina bugnioni
- Luperina caltheago
- Luperina cinerea
- Luperina clausa
- Luperina conspicua
- Luperina cuppes
- Luperina dannehli
- Luperina dayensis
- Luperina desyllesi
- Luperina diversa
- Luperina dumerilii
- Luperina enargia
- Luperina eversmanni, synonym till Resapamea hedeni
- Luperina ferrago
- Luperina fusca
- Luperina graslini
- Luperina gueneei
- Luperina hedeni, förs numera till släktet Resapamea
- Luperina hirsuta
- Luperina imbellis
- Luperina incallida
- Luperina incerta
- Luperina indistincta
- Luperina innota
- Luperina iota
- Luperina irritaria
- Luperina jelskii
- Luperina juncta
- Luperina kaszabi
- Luperina knilli
- Luperina koshantschikovi
- Luperina kruegeri
- Luperina lacunosa
- Luperina leechi
- Luperina loculata
- Luperina lunato-strigata
- Luperina marginata
- Luperina mediosignata
- Luperina megaleuca
- Luperina minor
- Luperina murrayi
- Luperina nicaeensis
- Luperina nickerlii
- Luperina nigrescens
- Luperina nigrolineata
- Luperina nigronotata
- Luperina obsoleta
- Luperina obtusa
- Luperina pallescens
- Luperina passer
- Luperina pieretti
- Luperina powelli
- Luperina pozzii
- Luperina pseudoderthisa
- Luperina pseudotestacea
- Luperina radians
- Luperina radicosa, synonym till Resapamea hedeni
- Luperina rhododendron
- Luperina rhusia
- Luperina rjabovi
- Luperina rotroui
- Luperina rubella
- Luperina rubrina, synonym till Resapamea hedeni
- Luperina rufa
- Luperina samnii
- Luperina sancta
- Luperina scotiae
- Luperina semiconfluens
- Luperina sericea
- Luperina sohn-retheli
- Luperina standfussi
- Luperina stipata
- Luperina subaquila, synonym till Resapamea hedeni
- Luperina subornata, synonym till Resapamea hedeni
- Luperina sullivani
- Luperina takanensis, synonym till Resapamea hedeni
- Luperina tardenota
- Luperina taurica
- Luperina terrago, synonym till Resapamea hedeni
- Luperina testacea, Gräsrotsfly
- Luperina thurneri
- Luperina tiberina
- Luperina trigona
- Luperina umbrata
- Luperina unca
- Luperina unicolor
- Luperina uniformis
- Luperina unimaculata
- Luperina vaskeni
- Luperina venosa
- Luperina vittata
- Luperina vulpecula, synonym till Resapamea hedeni
- Luperina x-notata

## Bildgalleri

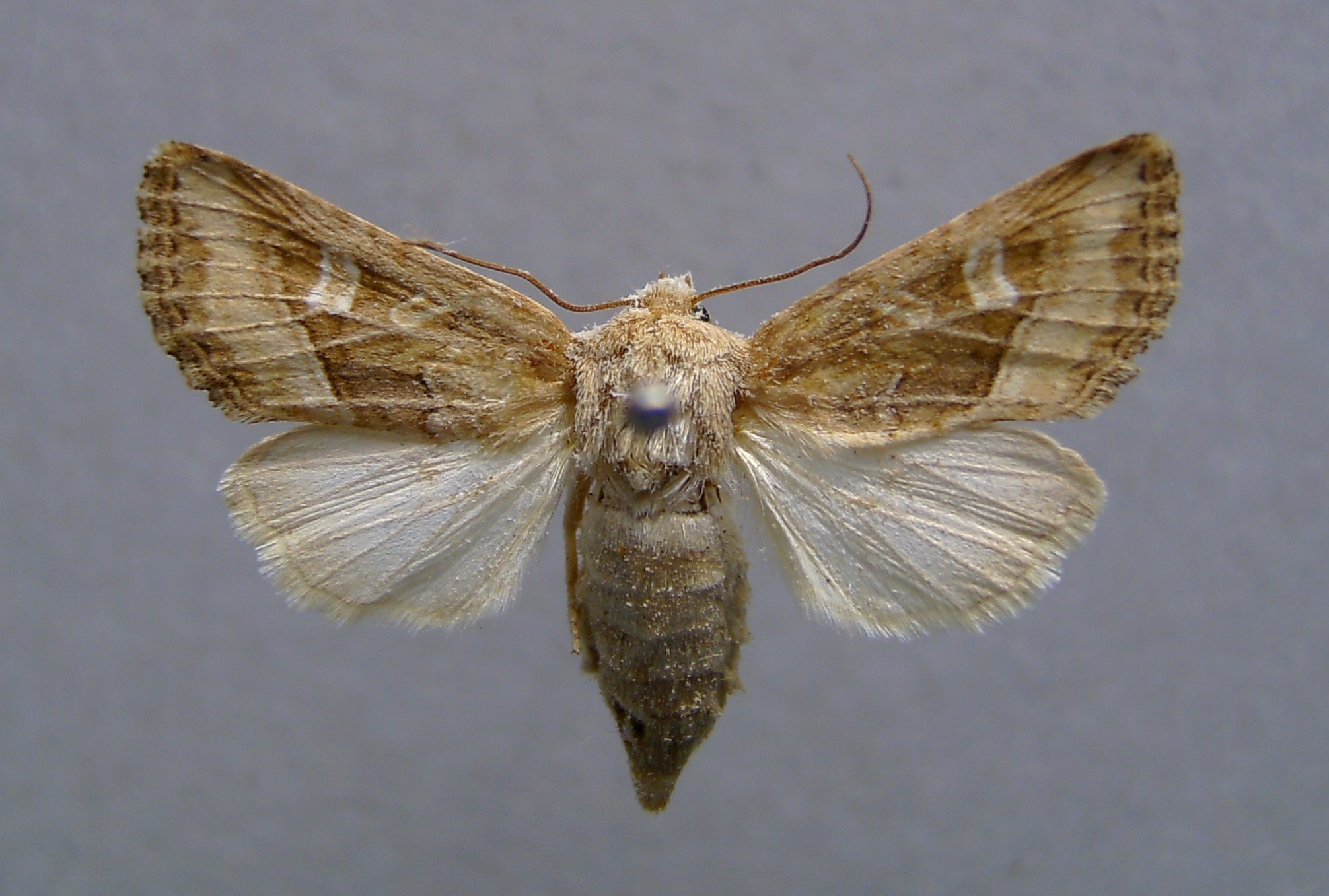
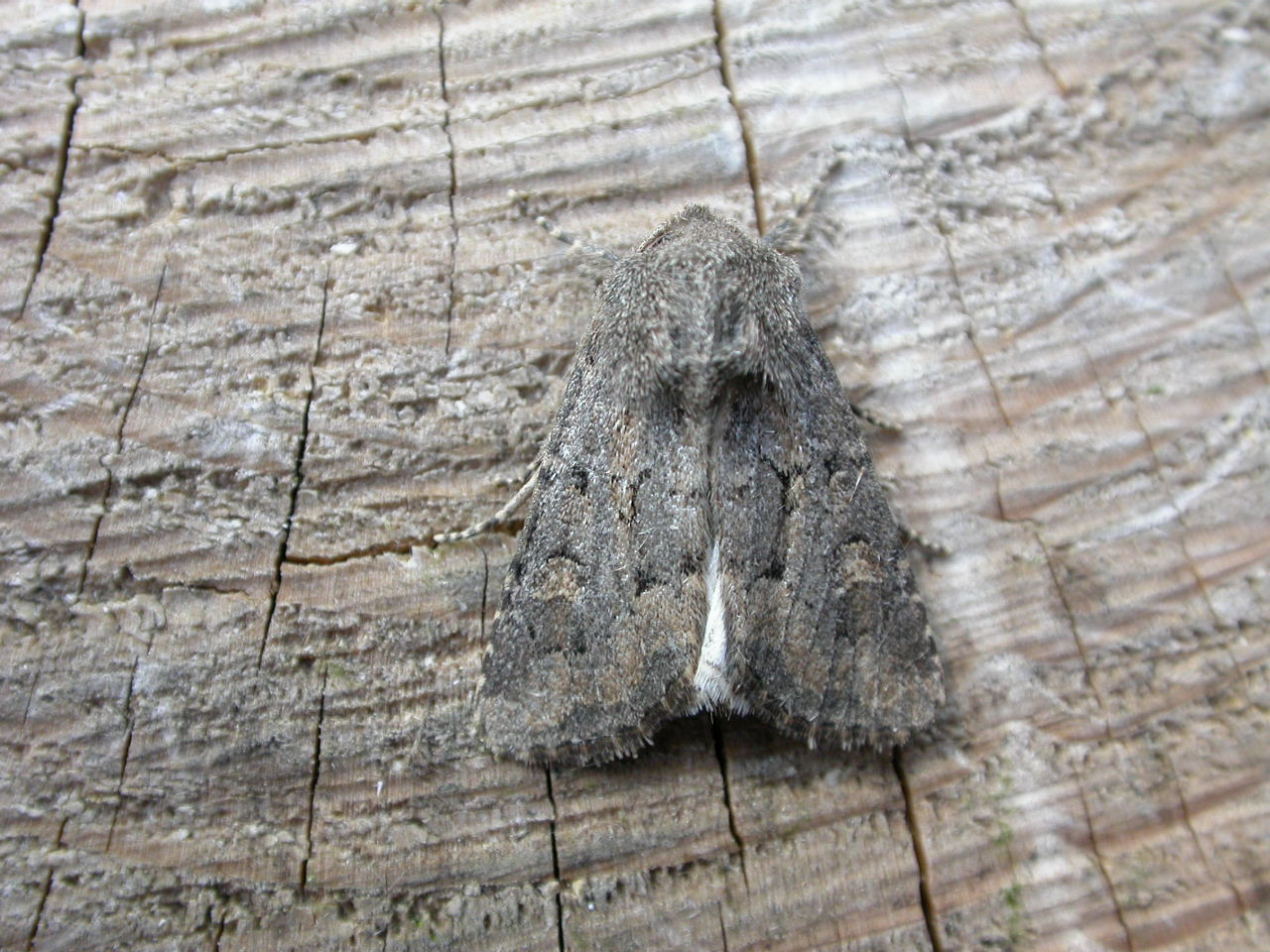
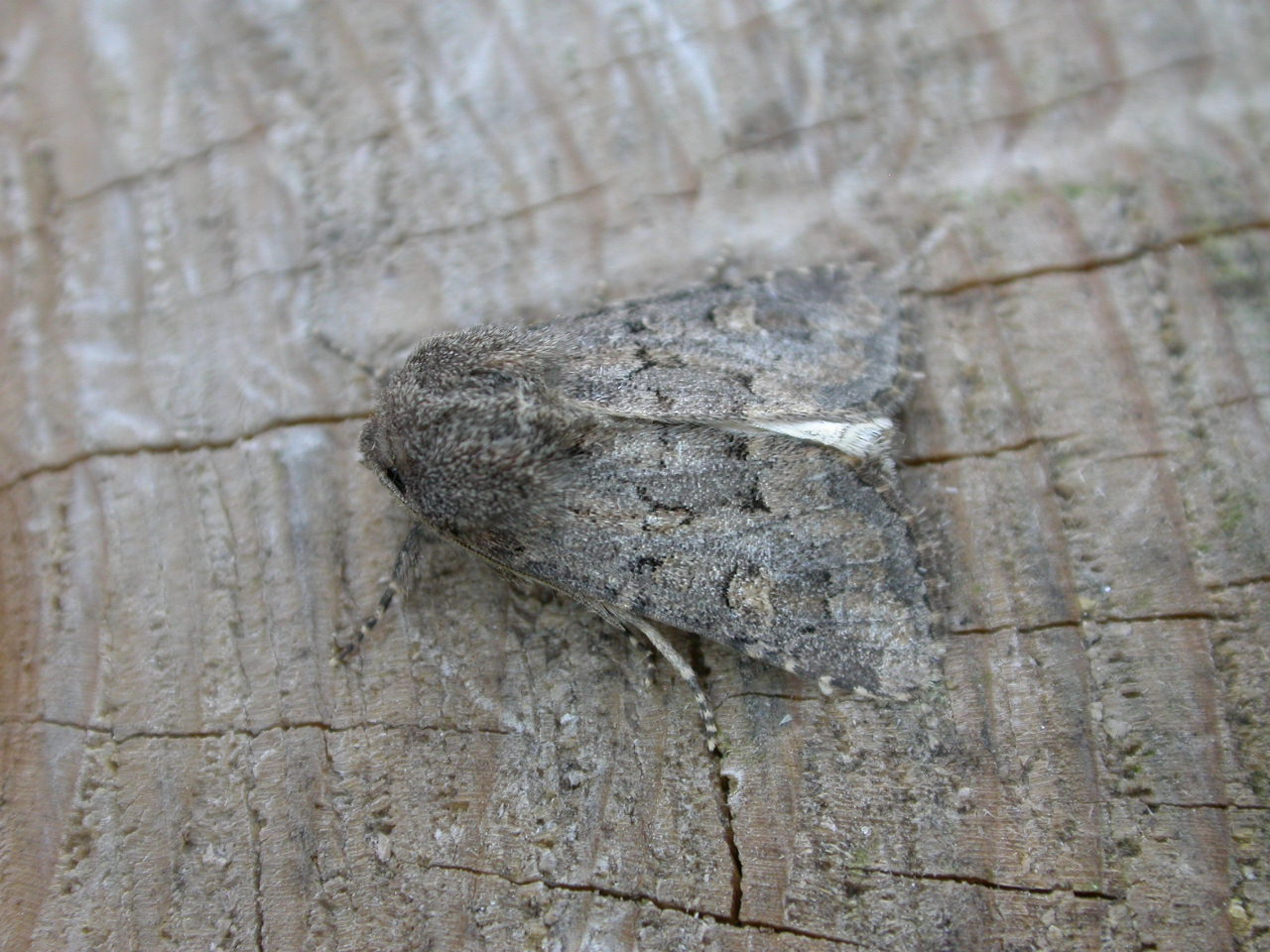
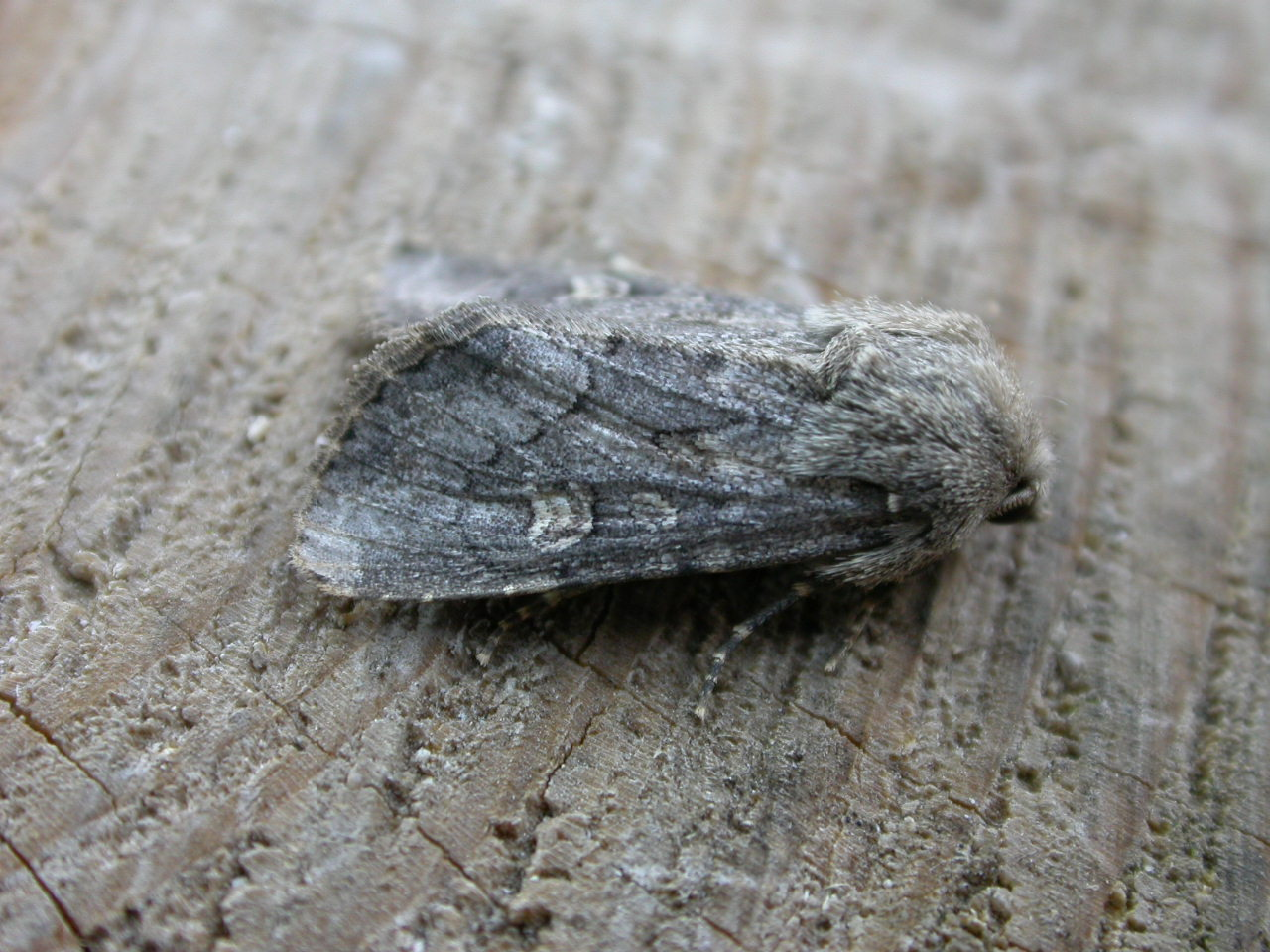
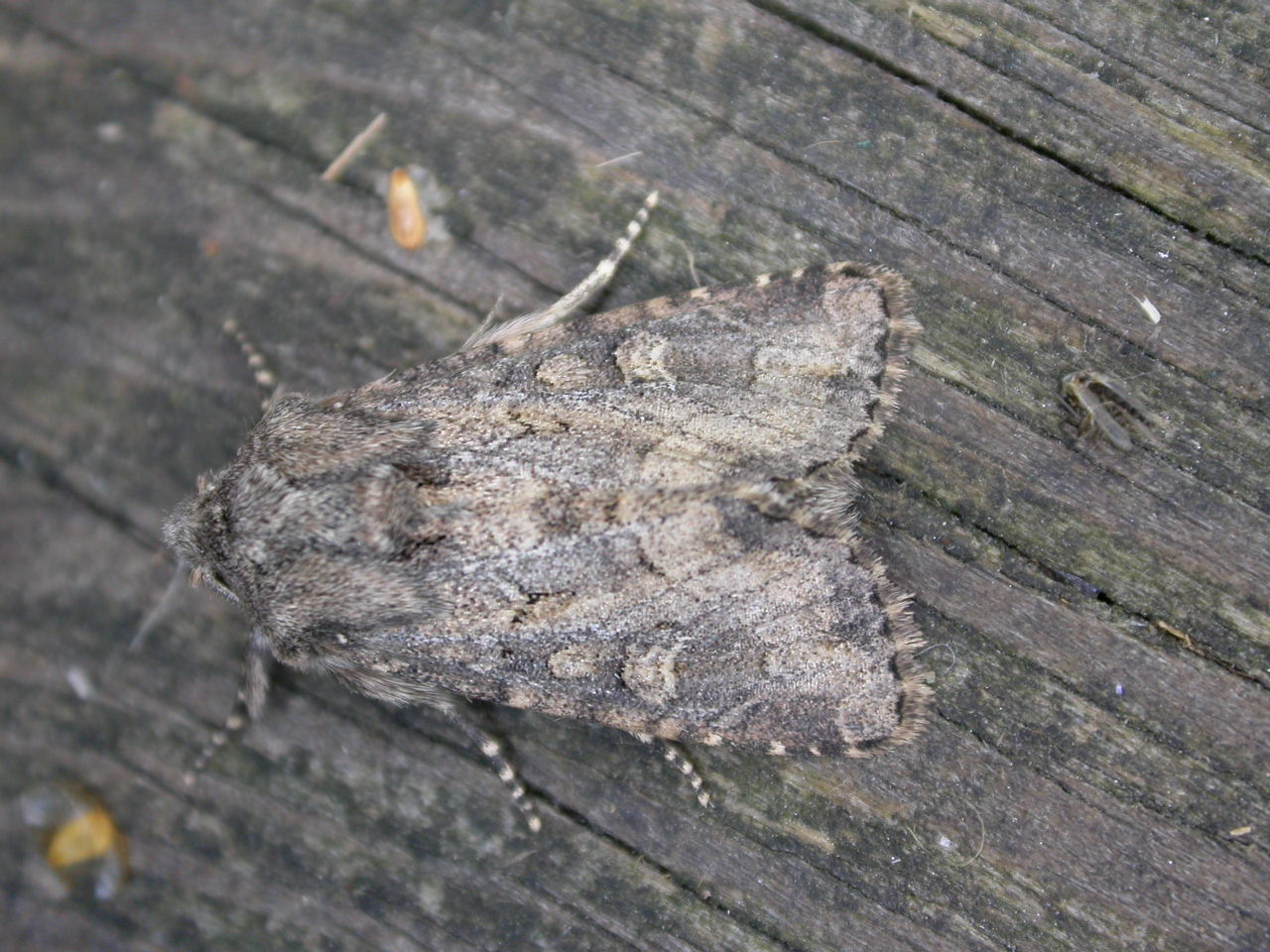
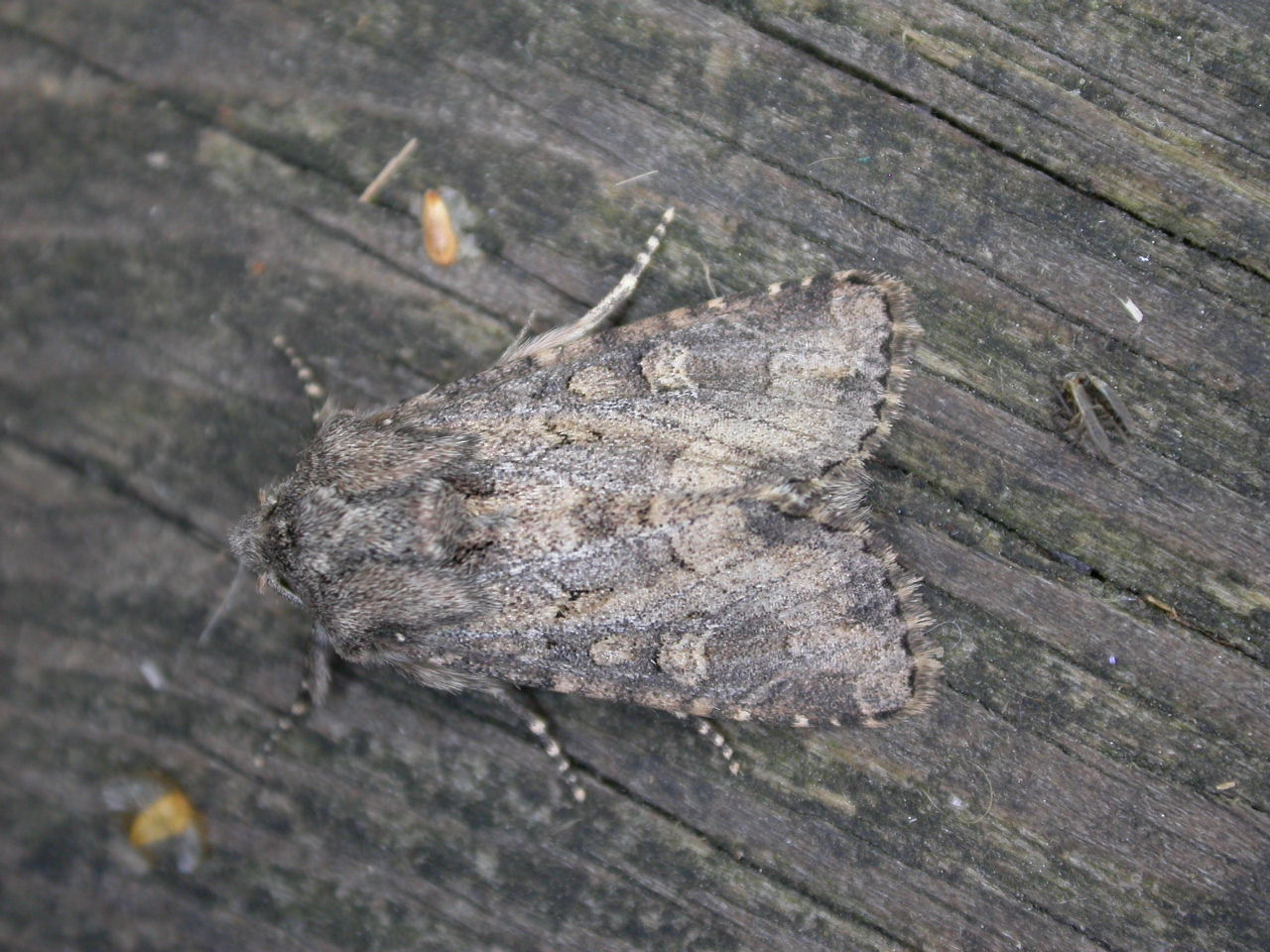